# Octávio Trompowsky
Octávio Figueira Trompowsky de Almeida (Río de Janeiro, Brasil, 30 de noviembre de 1897 - Río de Janeiro, 26 de marzo de 1984) fue un maestro de ajedrez brasileño.

## Carrera
Trompowsky fue el ganador del Campeonato de Brasil de 1939. La apertura 1.d4 Cf6 2.Ag5 es llamado Ataque Trompowsky en su honor.

## Partidas notables
Trompowsky - Nielsen [D60], Múnich ol, 1936 1.d4 d5 2.c4 e6 3.Cc3 Cf6 4.Ag5 Ae7 5.e3 0-0 6.a3 Cbd7 7.Cf3 h6 8.Ah4 a6 9.Dc2 dxc4 10.Axc4 b5 11.Aa2 c5 12.Td1 c4 13.Ab1 g6 14.Ag3 Te8 15.Af4 Rg7 16.Ce5 Cf8 17.Axh6+ Rg8 18.h4 C6h7 19.h5 g5 20.Axf8 Cxf8 21.h6 f5 22.De2 Af6 23.h7+ Cxh7 24.Txh7 1-0